# Mesons eta i eta prima
Els mesons eta (η) i eta prima (η′) són mesons isosinglets formats per una barreja de quarks u, d i s i els seus antiquarks. El mesó eta c (ηc) i el mesó eta fons (ηb) són formes similars de quarkonium; tenen el mateix espín i paritat que el mesó η, però estan compostos de parells quark-antiquark encant i bellessa respectivament. El quark t és massa pesant per a formar un mesó similar, a causa de la seva desintegració molt ràpida.

## General
El mesó eta va ser descobert en col·lisions pió-nucleó a l'accelerador Bevatron el 1961 per A. Pevsner i altres en un moment en què la proposta teòrica de l'Eightfold Way estava portant a prediccions i descobriments de noves partícules a partir de consideracions de simetria.
La diferència entre la massa del η i la del η′ és més gran que la que el model de quark pot explicar de manera natural. Aquest "trencaclosques η–η′" pot ser resolt pel mecanisme de l'instantó de 't Hooft, la realització del qual per al cas 1⁄N també es coneix com a mecanisme de Witten–Veneziano. Específicament, en la teoria de la QCD, la massa més gran del η′ és molt significativa, ja que s'associa amb la simetria clàssica axial UA(1), que es trenca explícitament a través de l'anomalia quiral en quantificar-se; així, encara que la massa η "protegida" sigui petita, la del η′ no ho és.

## Composició en quarks
Les partícules η pertanyen a la família de mesons pseudoescalars que tenen espín J= 0 i paritat negativa, i η i η′ tenen isoespín total zero, i cap estranyesa ni hipercàrrega. Cada quark que apareix en una partícula η va acompanyat del seu antiquark, per aquest motiu tots els nombres quàntics principals són zero, i la partícula és "sense sabor".
La teoria bàsica de simetria SU(3) de sabor per als tres quarks més lleugers, que només té en compte la força forta, prediu les partícules
{\displaystyle \eta _{1}={\frac {1}{\sqrt {3}}}\left(\mathrm {u{\bar {u}}+d{\bar {d}}+s{\bar {s}}} \right)~,}
i
{\displaystyle \eta _{8}={\frac {1}{\sqrt {6}}}\left(\mathrm {u{\bar {u}}+d{\bar {d}}-2s{\bar {s}}} \right)~.}
Els subíndexs són etiquetes que identifiquen el fet que l'η1 pertany a un singlet (totalment antisimètric) i η₈ és part d'un octet. No obstant això, la interacció electrofeble –que pot transformar el sabor d'un quark en un altre– provoca una petita, però significativa, quantitat de "mescla" dels estats propis (amb angle de mescla θP = −11.5°), de manera que la composició real de quarks és una combinació lineal d'aquestes fórmules. És a dir:
{\displaystyle \left({\begin{array}{cc}\cos \theta _{\mathrm {P} }&-\sin \theta _{\mathrm {P} }\\\sin \theta _{\mathrm {P} }&~~\cos \theta _{\mathrm {P} }\end{array}}\right)\left({\begin{array}{c}\eta _{8}\\\eta _{1}\end{array}}\right)=\left({\begin{array}{c}\eta \\\eta '\end{array}}\right)}
El nom sense subíndex η es refereix a la partícula que s'observa en el món real i que està a prop de l'estat η₈. L’η′ és la partícula observada pròxima a l'estat η1.
Les partícules η i η′ estan estretament relacionades amb el pió neutre π0 ,
{\displaystyle \pi ^{0}={\frac {1}{\sqrt {2}}}\left(\mathrm {u{\bar {u}}-d{\bar {d}}} \right)~.}
De fet, π0, η1 i η₈ són tres combinacions lineals mútuament ortogonals dels parells de quarks u{\displaystyle {\bar {u}}^{0}}, d{\displaystyle {\bar {d}}^{0}}, i s{\displaystyle {\bar {s}}^{0}}; es troben al centre del nonet dels mesons pseudoescalar amb tots els nombres quàntics principals nuls.

## Mesó η′
El mesó η′ (η′) és un singlet de sabor SU(3), a diferència del η. És una superposició diferent dels mateixos quarks que el mesó eta (η), tal com s’ha descrit anteriorment, i té una massa més alta, un estat de desintegració diferent i una vida mitjana més curta.
Fonamentalment, resulta de la descomposició de la suma directa de la simetria de sabor aproximada SU(3) entre els 3 quarks més lleugers, {\displaystyle \mathbb {3} \times {\bar {\mathbb {3} }}=\mathbb {1} +\mathbb {8} }, on 1 correspon a η1 abans que una barreja lleugera de quarks produeixi el η′.